# 3-нітротолуен
3-нітротолуен (мета-нітротолуен) ― нітросполука з формулою {\displaystyle {\ce {C6H4CH3NO2}}}, один з трьох ізомерів нітротолуену.

## Отримання
Нітротолуен отримують нітруванням толуену. При цьому утворюється суміш 2-, 3-, та 4-нітротолуену, яку розділяють дистиляцією. Після вилучення з суміші 2-нітротолуену, те, що залишилось, є сумішшю 3- та 4-нітротолуену, яку розділяють далі.
{\displaystyle {\ce {C6H5CH3 + HNO3->[H_2SO_4]C6H4CH3NO2 + H2O}}}

## Фізичні властивості
За стандарних умов і кімнатної температури 3-нітролуен є жовтою рідиною з характерним запахом. Погано розчинний у воді, проте розчинний у більшості органічних розчинників.

## Хімічні властивості

### Окиснення
При окисненні хроматною кислотою утвоюється 3-нітробензойна кислота.

### Відновлення
При відновленні цинком в етанольному розчині гідроксиду калію утворюється 3-азотолуен:
{\displaystyle {\ce {2C6H4CH3NO2 ->[Zn, OH^-][C_2H_5OH]C6H4CH3N=NC6H4CH3}}}
Якщо використовувати цинк з водою, утворюється 3-толілгідроксиламін:
{\displaystyle {\ce {2C6H4Ch3NO2 ->[Zn][H_2O]C6H4CH3NH-NHC6H4CH3}}}
Повне відновлнення до 3-толуїдину відбувається при взаємодії з воднем у присутності каталізатора або при взаємодії з сильним відновником:
{\displaystyle {\ce {C6H4CH3NO2 ->[H_2]C6H4CH3NH2}}}

### Реакції електрофільного заміщення
При нітруванні утворюється 55% 3,4-динітротолуену, 25% 2,3-динітротолуену і 20% 2,5-динітротолуену.